# Strada Toma Ciorbă din Chișinău
Strada Toma Ciorbă  (între anii 1834-1924 – str. Gospitalnaia; în 1924-1939 – str. D. Cantemir; în 1939-1944 – str. Ion Cristea; în 1944-1964 – str. Gospitalnaia) este o stradă din centrul istoric al Chișinăului. 
De-a lungul străzii sunt amplasate o serie de monumente de arhitectură și istorie (casa individuală, nr. 2, casa cu pasaj comun, nr. 5-7, casa de raport, nr. 13, casa cu pasaj comun, nr. 14, casa individuală, nr. 26 etc), precum și clădiri administrative (Combinatul Poligrafic, Spitalul Clinic de Boli Infecțioase „Toma Ciorbă”, Școala profesională Nr. 8 și altele). 
Strada începe de la intersecția cu str. 31 August 1989, încheindu-se la intersecția cu str. Columna.

## Legături externe
- Strada Toma Ciorbă din Chișinău la wikimapia.org